# Au-delà des murs (mini-série)
Pour l’article homonyme, voir Au-delà des murs.
Au-delà des murs est une mini-série franco-belge en trois épisodes de 45 minutes, créée par Hervé Hadmar et Marc Herpoux, diffusée sur trois jours en trois semaines à compter du 22 septembre 2016 sur Arte,,, et rediffusée le 17 mai 2018 sur la même chaîne, mais en une seule soirée.

## Synopsis
Lisa, une jeune orthophoniste, trentenaire et solitaire exerce dans un hôpital de jour pour enfants en Belgique. Un jour, elle s’installe dans une vieille et étrange demeure dont elle a mystérieusement hérité, plusieurs années après la mort de son propriétaire.
Elle découvre des pièces et des couloirs cachés qui suscitent son effroi, car ces espaces semblent bien plus grands que ce que la vieille demeure peut contenir.
Cette étrange maison mouvante s’avère manipuler d’autres occupants, autant réels que fantasmagoriques, tout en croisant d’autres espaces temps permettant d’offrir à Lisa l’occasion d’un grand voyage initiatique qui finira par la libérer matériellement et moralement. Ce récit peut également être considéré comme une mise en abyme, par le simple fait que l'un des héros du film va indiquer à l'autre héros comment il doit procéder pour le retrouver, afin que celui-ci puisse le sauver.

## Fiche technique
- Réalisation : Hervé Hadmar
- Scénario : Sylvie Chanteux, Hervé Hadmar, Marc Herpoux
- Image : Philippe Piffeteau
- Chef constructeur  : Luc Dezille
- Musique originale : Éric Demarsan
- Musique du générique : Agnes Obel - the Curse

## Distribution
- Veerle Baetens : Lisa
- Geraldine Chaplin : Rose
- François Deblock : Julien
- Lilas-Rose Gilberti : Sophie

## Épisodes

### Premier épisode

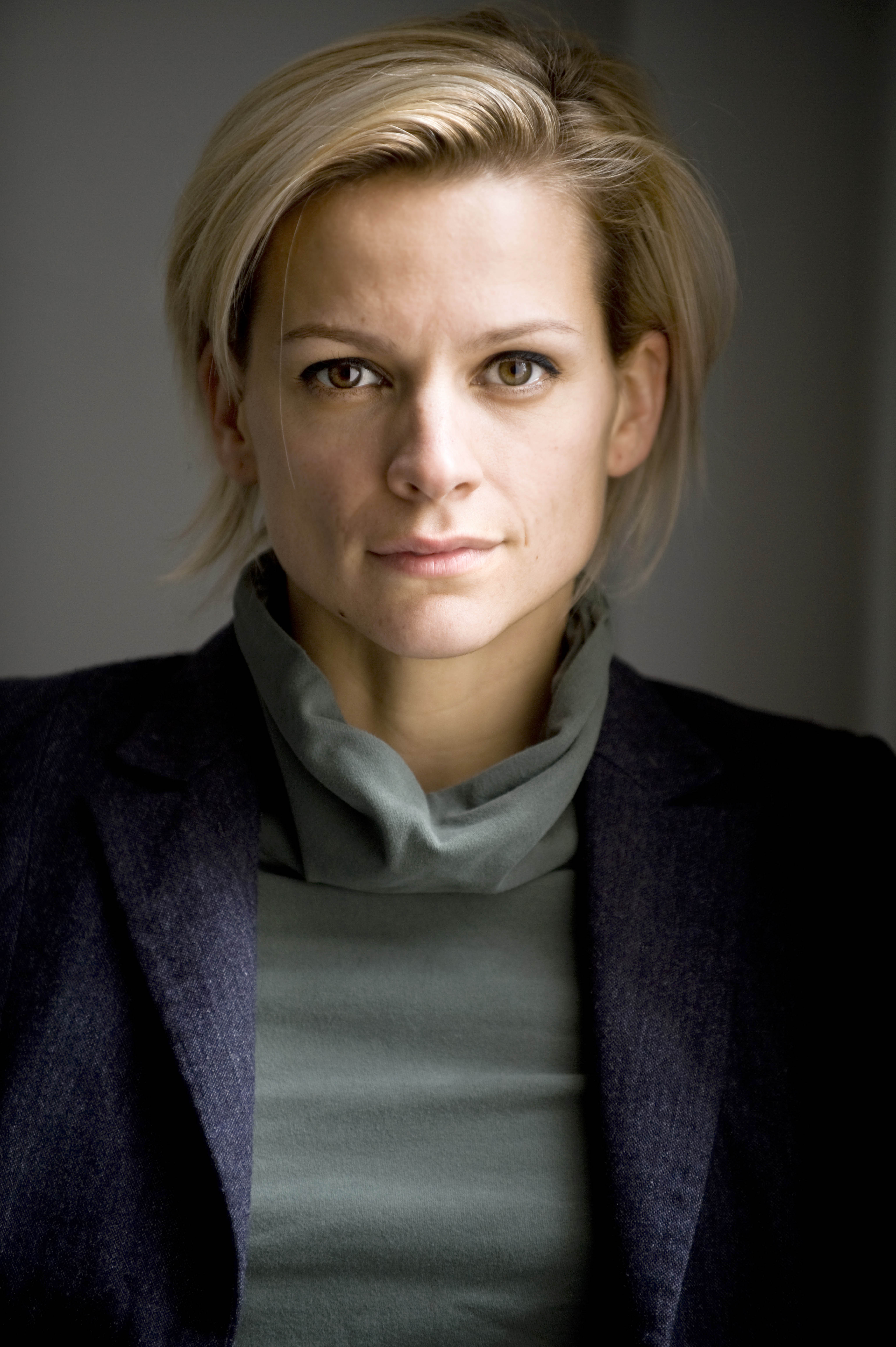
L'actrice belge Veerle Baetens est Lisa, l'orthophoniste

Apparemment âgée d'une trentaine d'années, Lisa est une jeune femme solitaire qui ne désire pas dévoiler sa vie personnelle à ses collègues de travail. Le début de cet épisode nous permet de découvrir sa profession : orthophoniste dans un centre où elle prend en charge des enfants présentant des difficultés au niveau du langage. On la découvre ensuite chez elle, un modeste appartement qui ne comprend que quelques meubles et des cartons de déménagements qui n'ont pas tous été déballés. En regardant par une fenêtre de son appartement, Lisa observe une grande bâtisse blanche au style désuet avec son petit jardin qui fait face à son immeuble. La villa semble mal entretenue et apparemment abandonnée. Lisa se couche ensuite et fait un étrange rêve : elle est debout au milieu d'un lac avec de l'eau jusqu'aux genoux. Ce lac semble se situer en pleine nature, au milieu d'une forêt baignée par une sorte de brume plus ou moins diffuse. Le lendemain matin, Lisa se réveille et part travailler. Elle constate un attroupement de passants sur le trottoir devant son immeuble. Les passants sont en train de regarder des pompiers qui chargent le corps d'une personne apparemment morte, car entièrement enveloppée dans un sac, dans une camionnette de leur service. Or, le mort vient d'être évacué de la maison d'en face de chez Lisa, cette même maison que celle-ci était en train d'observer la veille au soir avant de se coucher. Un passant lui indique que ce mort, découvert ce jour dans cette maison est, sans aucun doute, décédé depuis au moins trente ans.
Quelques jours plus tard, Lisa apprend de la part d'un notaire qu'elle est la seule héritière d'un certain André Bainville qui lui lègue sa demeure. Cette demeure, c'est la fameuse villa qu'elle observait depuis sa fenêtre et d'où elle a vu sortir ce corps. André (rené) Bainville était cet homme et il a désigné Lisa comme la nouvelle propriétaire de cette maison. Lisa est très étonnée car elle ne peut pas avoir connu celui qui était déjà un vieillard lorsqu'il est mort, elle-même n'étant qu'une jeune enfant à cette époque. Sur le testament rédigé et signé par André Bainville, elle découvre, tout en bas du document, l'inscription « Jean 10.9 ». En se renseignant, la jeune orthophoniste apprend qu'il s'agit d'une référence biblique, l'Évangile selon Saint-Jean dans son chapitre 10 et son verset 9 : « Moi, je suis la porte. Si quelqu’un entre en passant par moi, il sera sauvé, il pourra entrer, il pourra sortir et trouver un pâturage ». Lisa constate également en effectuant une recherche sur le web qu'André Bainville a écrit un livre, mais que son édition est épuisée, l'ouvrage est donc introuvable.
Après quelques moments d'hésitation car la maison est abandonnée depuis 30 ans, Lisa décide tout de même d'emménager dans la vieille bâtisse. Les nombreuses pièces sont très poussiéreuses, vides de meuble, hormis un vieux fauteuil très luxueux qui était très certainement celui où l'ancien propriétaire est mort. Lisa s'installe du mieux qu'elle peut en déplaçant quelques affaires depuis son appartement dont son matelas pour s'installer et dormir dans sa nouvelle maison. De nouveau, elle fait son étrange rêve de la première nuit où elle se retrouve au milieu d'un lac, sauf qu'elle finit par s'y noyer. Lisa se réveille alors au milieu de la nuit dans cette étrange pièce de cette étrange demeure où les murs semblent avoir changé de place et d'où s'échappent des plaintes d'enfant. Après avoir déchiré le papier peint de ce mur qui, étrangement, laisse place à un autre papier aux motifs identiques mais de plus grandes dimensions, évoquant de façon curieuse les taches d'encre du test de Rorschach), Lisa finit par s'emparer d'une masse et décide de casser la paroi. En passant la tête par le trou qu'elle vient de créer, elle découvre un grand couloir, apparemment inaccessible sans casser le mur et au bout de ce couloir, une porte. Lisa prend une lampe et décide d'explorer la face cachée de sa maison sans se douter qu'un étrange piège vient de se refermer sur elle.
Ce qu'elle découvre va la rendre perplexe : la vieille maison cache, en son sein, une enfilade de couloirs et pièces, ce qui lui donne une autre dimension, parfaitement surnaturelle. Attirée par une musique d'opéra émise depuis le cœur du bâtiment, elle finit par se retrouver dans une pièce où se situe un vieux gramophone à pavillon avec son disque qui semble tourner tout seul. La pièce présente également, de tous les côtés, de multiples portes. D'une d'entre elles surgit un individu au corps à moitié dénudé et ensanglanté, sa tête restant cachée dans une hure , effrayant Lisa qui s'enfuit. Elle emprunte en courant une succession de couloirs et d'escaliers puis réussit à fermer une grille lui permettant de se protéger de l'homme à tête de sanglier. C'est à ce moment-là qu'elle fait la rencontre d'un homme, apparemment perdu comme elle dans la grande villa et qui se prénomme Julien. C'est un homme jeune, mince, moustachu avec une petite barbe et habillé de façon un peu désuète qui semble bien connaître la maison. Il évoque l'existence des « autres » et pousse même Lisa à se cacher avec lui sous le plancher d'une grande pièce afin de se cacher lors du passage d'un de ces fameux « autres ».
Julien et Lisa parcourent la maison pour retrouver l'accès par lequel est entrée Lisa. Ils ne trouvent qu'un cul-de-sac en réponse à leurs désirs de découvrir une sortie...

### Deuxième épisode

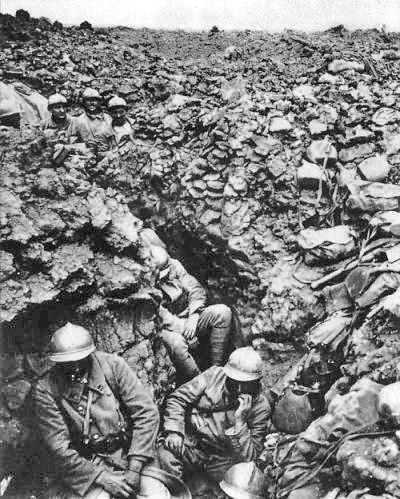
Poilus dans une tranchée durant la Première Guerre mondiale

Prisonnière dans sa propre maison, Lisa rêve de nouveau. Elle observe une petite fille qui court dans les bois. Elle se réveille enfin et découvre une petite chambre où s'abrite également Julien. Ils n'ont plus vraiment la notion pour mesurer le temps qui passe. Julien pense qu'il est enfermé dans cette maison depuis trois ou quatre ans. Il y est entré alors qu'il errait dehors, sous la pluie, et qu'il cherchait un abri pour dormir.
Julien sort de la chambre et demande à Lisa de pousser un meuble devant la porte pour se prémunir des « autres » qui hantent la maison. Après son départ, Lisa pousse une commode mais une petite fille tente d'ouvrir la porte de la chambre et Lisa retire le meuble afin de sortir et de retrouver la petite fille qui ne peut être que sa sœur, Sophie, morte autrefois à l'âge de 10 ans. Mais elle ne fait que retrouver Julien qui lui explique que la maison peut la piéger en lui montrant des gens qui n'existent pas. Julien a visiblement peur, il parcourt la maison dans tous les sens pour trouver la sortie et il a même dessiné un plan des très nombreuses pièces et espaces qui constituent l'immense labyrinthe intérieur de la bâtisse. Très vite, Lisa comprend la raison de la peur de Julien en découvrant, caché au fond d'une armoire, un soldat de la Première Guerre mondiale qui lui montre une photo de Julien et lui-même habillé en poilu, photo en noir et blanc, datant de cette période. Le soldat déclare attendre que Julien le rejoigne et explique également à Lisa, avant de disparaître, que sa sœur Sophie n'est plus dans la maison et qu'elle a franchi la porte rouge. Lisa retrouve Julien qui, enfin, lui explique qu'il est rentré dans la maison le 7 novembre 1916. Elle lui révèle alors que l'année actuelle serait plutôt 2015. Le jeune homme s'effondre alors et évoque son ami Charles, c'est l'homme qui est sur la photo avec lui. Celui-ci est mort devant lui dans une tranchée lors d'un bombardement et Julien pense qu'on ne peut pas rejoindre un mort. « Après la mort, il n'y a plus rien », explique-t-il.
Lisa lui parle alors du passage de l'Évangile selon Jean qui évoque « la porte » qu'elle a lu en bas du testament d'André Bainville et cette porte, c'est la porte rouge que recherche Julien, la porte pour sortir de la maison. Ensemble, ils empruntent des couloirs, des escaliers et pénètrent dans un gigantesque cloître avec une grande cour. Au milieu de cette cour, entouré par des cierges, un homme seul se tient debout, mais selon Julien, « il est trop tard pour lui ». Quelques instants après, alors que le jeune soldat et l'orthophoniste se sont cachés derrière des piliers, les « autres » apparaissent sous la forme de créatures à peine humaines, hagardes et répugnantes. L'une d'entre elles qui semble entièrement recouverte d'une espèce de goudron luisant s'approche de l'homme seul et le transforme, lui donnant son apparence repoussante. Julien emmène Lisa hors du cloître et décide de se mettre à la recherche d'une chapelle qu'il avait notée dans ses plans, comprenant que la référence religieuse de Lisa est peut-être la solution pour trouver la sortie. En montant un escalier Lisa tue une de ces créatures à peine humaine avec un pieu, ou plutôt la créature choisit de s'embrocher avec une volupté marquée. Les deux protagonistes pénètrent dans la fameuse chapelle alors qu'ils sont poursuivis par les « autres » qui sont attirés par le sang de leur compagnon mort. Dans le petit édifice religieux Lisa découvre des statues du Christ qui regardent tous dans la même direction, une petite galerie qui mène vers une porte. En frappant pour ouvrir la porte, Julien finit par recouvrir la porte de sang. Lisa se rend compte que la porte est devenue rouge… C'est la sortie !
Franchissant cette porte ils se retrouvent dans un théâtre dont la scène est une gigantesque forêt. Apparemment, ils sont dehors ! En s'enfonçant dans cette grande forêt nimbée d'un épais brouillard, Julien et Lisa se perdent de vue. De son côté Julien rencontre Charles, son camarade de régiment, mais refuse d'aller vers lui. Il fait demi-tour et se retrouve très vite entouré par les « autres » qui viennent vers lui de façon très menaçante. Julien semble perdu. Lisa, quant à elle, continue de son côté et aperçoit la petite fille, sa sœur Sophie, qui court dans la forêt. Elle décide de la suivre mais, épuisée, elle finit par s'endormir sur la mousse entre deux arbres. Plus tard, elle se réveille et découvre que la brume a disparu. Le soleil brille au-dessus des arbres. Elle cherche toujours sa petite sœur et découvre une petite maison au bord d'un lac. C'est une vieille cabane en bois que l'on rejoint en franchissant un vieux ponton, lui aussi, en bois. Lisa frappe à la porte de la maison et une femme assez âgée l'invite à rentrer.

### Troisième épisode

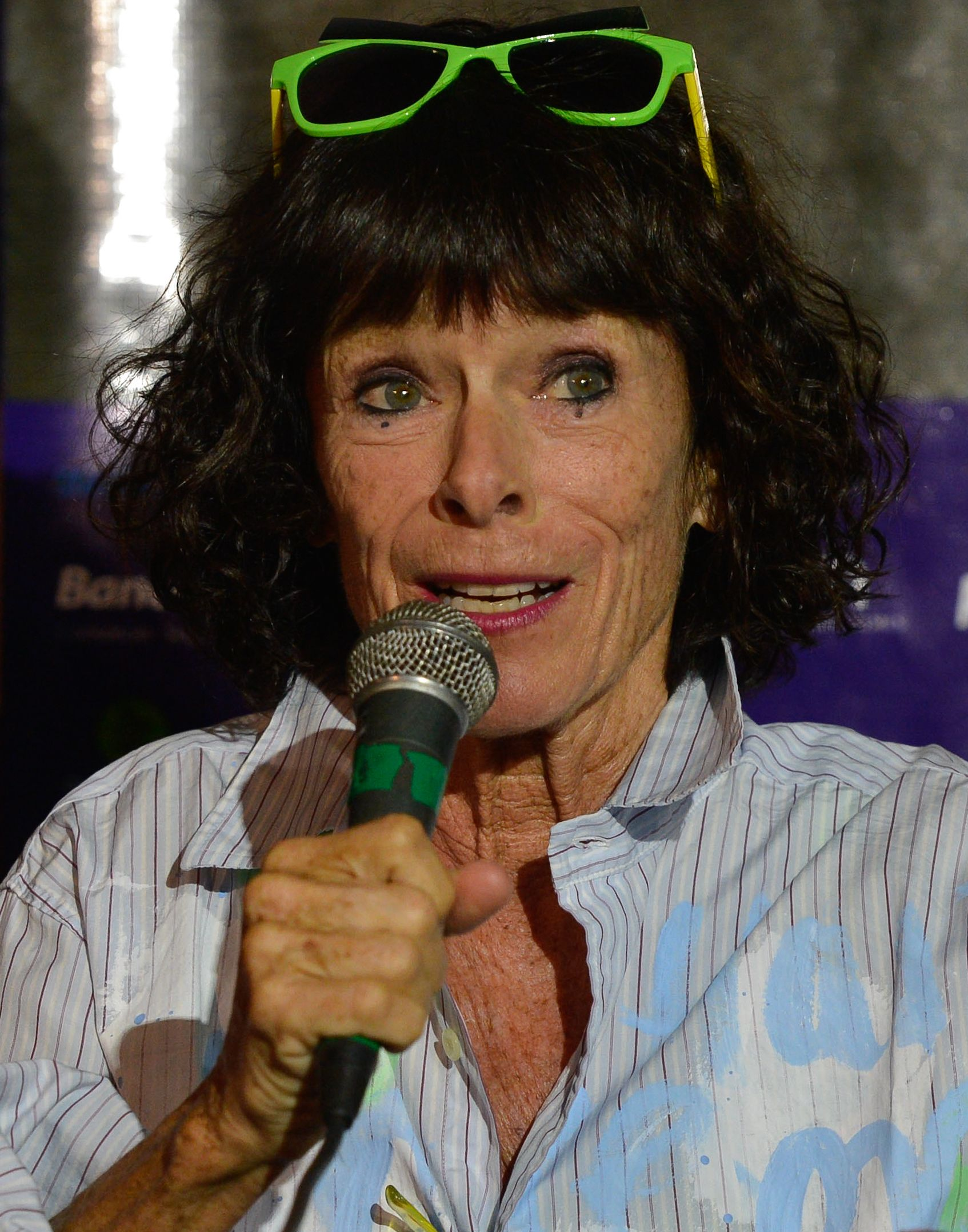
Géraldine Chaplin joue le personnage de Rose

Le troisième épisode commence exactement à l'instant ou se termine le deuxième. On assiste de nouveau à l'entrée de Lisa, mais depuis l'intérieur de la cabane en bois. En pénétrant dans la petite masure, Lisa comprend qu'elle est toujours dans la maison, dans « sa » maison et qu'elle n'a donc pas trouvé la vraie sortie... Cette cabane, ce petit lac et ce ponton ne sont qu'une incroyable extension de la vieille bâtisse dont elle a hérité !
La femme qui l'accueille se présente sous le nom de Rose et lui explique qu'elle est ici en sécurité. En outre, cette femme, d'un certaine âge, lui annonce que quelqu'un l'attend dans une des chambres de la cabane et Lisa retrouve enfin sa petite sœur Sophie. Mais qui sont réellement ces deux personnages que vient de rencontrer la jeune orthophoniste ? Sa sœur Sophie, toujours âgée de 10 ans (elle est morte il y plus de 15 ans) ne se rappelle plus son passé et n'a plus les traces de morsure de ce chien qui l'avait mordue lorsqu'elle était plus petite, et Rose semble vivre ici depuis une éternité, sans manger, sans dormir puisque la nuit ne tombe jamais sur le petit lac. De plus, la modeste cabane présente des meubles qui sont tous vides : ni vêtement ni tout autre objet qui encombre généralement un logis. Alors qu'elles ne sont que toutes les deux, Lisa demande à Sophie comment sortir de la maison et comment également retrouver Julien. Elle lui propose même de l'emmener avec elle, mais Sophie refuse et prévient sa sœur que Rose ne la laissera pas faire. C'est ensuite à Rose (qui semble avoir tout compris) de retrouver Lisa et de lui rappeler comment par sa légèreté et son égoïsme elle a laissé sa jeune sœur se noyer dans un lac, autrefois.
Plus tard, Sophie retrouve de nouveau Lisa dans sa chambre et accepte de l'aider à quitter la maison et retrouver Julien, mais il faut attendre la nuit et pour que la nuit vienne, il faut tuer Rose... ce qui s'avère bien plus difficile que prévu, car Rose, agressée par Lisa, se débat et étrangle à moitié la jeune femme qui s'effondre, puis la vieille femme se tourne, pleine de colère vers Sophie qu'elle noie dans le lac sous les yeux de sa sœur, impuissante. Lisa, enragée à son tour, se relève, trouve la force de frapper Rose avec une pierre et celle-ci disparaît à son tour dans les eaux sombres du petit lac. Lisa cherche en vain le corps de Sophie mais comme l'avait annoncé celle-ci, la nuit tombe et Lisa doit se résoudre à retourner vers la maison, afin paradoxalement, de trouver le chemin de la sortie, de la « vraie » sortie. Lisa traverse de nouveau la forêt embrumée, retrouve ensuite la scène du théâtre, longe d'interminables couloirs et se réfugie dans la chambre de Julien.
Après de nombreuses pérégrinations dans la maison où la jeune femme tente d'éviter de rencontrer les « autres », elle retrouve un homme très vieux qui lui explique que le temps s'écoule de façon différente pour les gens prisonniers de la maison. Ce vieillard mourra durant son sommeil. Recherchant Julien, Lisa le retrouve debout au milieu de la cour du cloître où ils avaient croisé, durant le deuxième épisode, un homme seul entouré de bougies qui avait fini par se métamorphoser en « autre ». Julien occupe désormais la même place, attendant le même sort. Lisa décide de le ramener dans sa chambre, l'emmène, le soigne, le lave, lui coupe les cheveux, l'aide à sortir de son hébétude; préludes à leur relation charnelle. Lisa lui résume ce qu'elle a vécue depuis leur séparation et que sa sœur Sophie a évoqué un escalier situé tout en bas de la maison, au niveau le plus inférieur et qui permettrait de sortir de celle-ci. Julien connaît cet escalier qu'il a repéré en dessinant ses plans, mais l'endroit est sans cesse occupé par les « Autres »... Avant de suivre cette piste, Julien explique à Lisa que lorsqu'ils auront trouvé enfin la sortie, ils retourneront chacun dans leur époque respective et qu'ils ne se reverront donc plus. Le jeune homme promet, dès lors, à celle qui est devenue son amante d'un instant, de rechercher André Bainville et de lui demander d'établir un testament en sa faveur afin qu'elle puisse, plus tard, venir le chercher et le sauver. Il lui laissera également un message dans un lieu bien connu de Lisa.
Lisa et Julien empruntent de nombreux escaliers et descendent dans les entrailles de la maison. Ils finissent, faisant face à un gigantesque siphon, cernés par la multitude des « Autres ». Rose, que l'on pouvait croire morte, noyée dans le lac, fait soudainement son apparition et repousse les « autres » qui s'éloignent. La vieille femme adjure alors à Lisa de retourner avec elle dans la maison près du lac, mais Julien et Lisa décident de se jeter dans ce grand siphon et se retrouvent dans l'eau. Lisa est perdue au milieu de cette masse liquide en tente de se débattre. Alors qu'elle est proche de la noyade, sa sœur Sophie apparaît en nageant vers elle et lui indique le chemin de la sortie. En effet une lueur semble éclairer la surface de l'eau. Quelques instants après Lisa est sur une berge. Elle traverse une petite forêt et se retrouve au bord d'une grande route asphaltée où circulent des véhicules. Lisa a retrouvé le monde moderne ! Julien, lui aussi a retrouvé la berge mais comme il l'avait prévu, dans un autre temps, son époque.
Lisa retourne ensuite dans la vieille demeure, elle s'assied dans le fauteuil d'André Bainville, déchire le dossier et trouve caché dans la garniture, un livre intitulé Quand tu seras perdue. C'est le message de Julien. Celui-ci est bien revenu à son époque, et après la Seconde Guerre mondiale que Lisa lui avait annoncé, il est retourné, lui aussi, dans la maison et s'est lancé à la recherche d'André Bainville, mais en vain. En fait, André Bainville n'existe pas. Alors Julien crée le personnage d'André Bainville, en changeant de nom et rachète la maison. Il achète également le fauteuil que Lisa avait découvert lorsqu'elle était entrée la première fois dans cette même bâtisse et y a caché le livre qu'il a écrit à son intention. Devenu André Bainville, Julien a donc lui-même rédigé le testament alors que Lisa était encore un bébé (il est effectivement impératif d'attendre la naissance d'une personne afin de lui léguer son bien), puis il est mort dans ce fauteuil, trente ans avant l'arrivée de sa sauveuse... Lisa, après avoir refermé le livre, quitte alors la maison et se promène, sous un soleil printanier, dans un grand parc de la ville, en repensant aux derniers conseils que Julien, alias André Bainville, a écrit pour terminer son livre : « Sois heureuse ! »

## Chronologie des faits
Le scénario du film s'établit sur le principe d'une mise en abyme où le temps ne s'écoule plus de la même façon. La narration des événements passés et futurs (particulièrement concernant les personnages) n'est pas présentée chronologiquement. Les dates clefs sont les suivantes :
- 9 janvier 1893 : naissance d'André Bainville et donc, probablement, de Julien,
- 7 novembre 1916 : Julien se fait piéger dans la maison (après la mort de Charles),
- autour de 1945 : acquisition de la maison par Julien,
- autour de 1980 : naissance de Lisa (dès lors, Julien, alias Bainville, peut établir le testament),
- 1985 : mort de Julien dans la maison,
- autour de 1995 : mort de Sophie, la sœur de Lisa,
- 2015 (jour inconnu) : installation de Lisa dans la maison.

## Autour du film

### Origine du film
Le point de départ et l'idée du film provient d'un fait divers réel relaté par la presse locale des Hauts-de-France : le corps d'un homme a été découvert dans sa maison, alors que celui-ci était mort depuis 25 ans.

### Conception et inspiration
Il s'agit d'un conte fantastique, inspiré, selon les déclarations de son réalisateur, Hervé Hadmar, par des films tels que Les Autres de Alejandro Amenábar ou Shining (1980) de Stanley Kubrick, mais aussi un roman tel que La Maison des feuilles de Mark Z. Danielewski, paru en 2000. La série devait se dénommer initialement « Derrière les murs », puis « Entre les murs », avant que le choix ne se porte en définitive sur "Au-delà des murs".

## Tournage
La plus grande partie du tournage s'est déroulée dans des demeures et des châteaux de Wallonie. La villa néo-gothique qui sert de cadre de départ à la série a été incrustée numériquement dans une avenue de Bruxelles. Elle est en réalité située non loin, à Forest, au 4, avenue Clémentine. On peut d'ailleurs noter un fait étrange : bien que les autobus qui circulent dans cette avenue soient des engins bruxellois de couleur caractéristique blanc et orange, c'est un camion de pompiers français immatriculé en Eure-et-Loir (avec le « 18 » indiqué sur la carrosserie) qui vient rechercher le corps de monsieur Bainville dans sa villa.

## Accueil et critiques
- Au sein du magazine Télérama la mini-série a été l'objet d'un débat éditorial[8]. Alors qu'une critique lui accorde la note de 2T du fait de l'esthétique du film, de la qualité des décors et du jeu des acteurs, une autre décrit l'histoire comme un « improbable fourre-tout »[9].
- De son côté, le magazine Première, présente la série comme « très ambitieuse » et reconnait la qualité de jeu des acteurs, ainsi que la qualité de la mise en scène d'un ensemble un peu long[10].
- Téléobs présente la série comme un chef-d'œuvre esthétique[11].